# بانک اطلاعات پزشکی (Biobank)

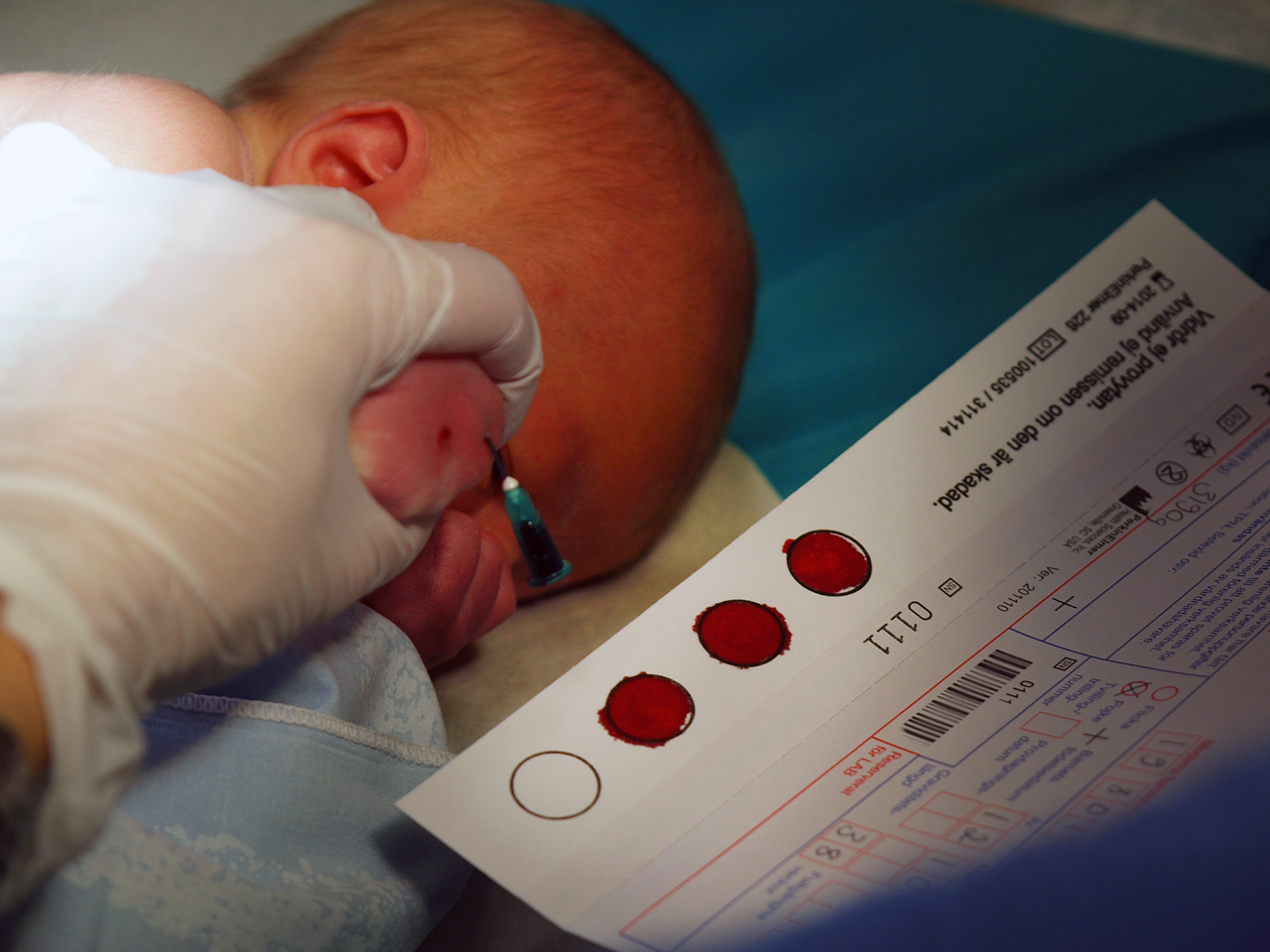
نمونه‌های خون گرفته شده از یک نوزاد تازه متولد شده در سوئد که در بانک اطلاعاتی PKU سوئد ذخیره شده‌است.

بیوبانک - بانک اطلاعات پزشکی (به انگلیسی: Biobank) نوعی بانک اطلاعاتی است که نمونه‌های بیولوژیکی (معمولاً از انسان) را برای استفاده در تحقیقات و پژوهش‌های مختلف ذخیره می‌کند. از اواخر دهه ۱۹۹۰ میلادی این بانک‌های اطلاعات پزشکی به عنوان منابع مهمی در تحقیقات پزشکی بشمار می‌روند، بطوریکه از بسیاری از تحقیقات امروزی نظیر ژنومیک و پزشکی شخصی پشتیبانی می‌کنند.
در حقیقت biobankها این امکان را برای محققان فراهم می‌کند تا امکان دسترسی به داده‌های تعداد کثیری از مردم را داشته باشند. نمونه‌های موجود در biobankها و داده‌های منتج از آن‌ها، اغلب می‌تواند توسط محققان مختلفی برای استفاده در تحقیقاتی که اهداف متقابلی را دنبال می‌کنند، استفاده شوند. به عنوان مثال بسیاری از بیماری‌ها با چندریختی تک-نوکلئوتیدی همراه هستند که انجام مطالعات همخوانی در گستره ژنوم با استفاده از مجموعه‌های بزرگی از نمونه‌ها می‌تواند برای تشخیص نشانگرهای این بیماری‌ها کمک کند. در حقیقت این مجموعه‌های بزرگ بیانگر ده‌ها یا صدها هزار فرد مختلف می‌باشند. محققان بسیاری بر سر تعداد نمونه‌های مورد نیاز جهت ایجاد biobankها اختلاف نظر دارند.
ایجاد biobankها سوالات بسیاری را در خصوص حریم شخصی، اخلاق پژوهش و اخلاق پزشکی مطرح کرده‌است. درحالیکه نظرات افراد در مورد اینکه چه چیزی اخلاق در زمینه biobankها را تشکیل می‌دهد، با هم متفاوت است، نتیجه اجماع این نظرات بر این موضوع اتفاق نظر دارد که اجرای پروژه‌های biobank بدون در نظر گرفتن اصول و ساختار و سیاست‌های مشخص و دقیق مدیریتی، می‌تواند برای جوامعی که در این پروژه‌ها شرکت می‌کنند عواقب نامناسبی داشته باشد.

## تاریخچه
قبل از اواخر دهه ۱۹۹۰ میلادی، دانشمندان نمونه‌های بیولوژیکی مورد نیاز خود برای آزمایش‌هایشان را جمع‌آوری می‌کردند و هیچگونه هدف خاصی از انتشار نمونه‌های خود با سایر آزمایشگاه‌ها نداشتند. دانشمندان حوزه ژنتیک در هنگام مطالعه بر روی اختلالات ژنتیکی تنها آن دسته از ژن‌هایی را در نظر می‌گرفتند که انتظار داشتند با اختلال به وجود آمده در ارتباط باشد. به عنوان مثال تنها BRCA 1 را در جهش موجودات و BRCA 2 را در سرطان پستان.
در اواخر دهه ۱۹۹۰ میلادی دانشمندان متوجه شدند که اگرچه حداقل بخشی از بیماری‌های متعدد به وسیلهٔ یک عنصر ژنتیکی ایجاد می‌گردد، اما بیماری‌های کمی وجود دارند که تنها از یک ژن معیوب نشات گرفته باشند. بسیاری از بیماری‌های ژنتیکی به وسیلهٔ تأثیر چندین فاکتور ژنتیکی روی ژن‌های مختلف، ایجاد می‌شود. از آنجاییکه استراتژی در نظر گرفتن تنها یک ژن برای پیدا کردن عناصر ژنتیکی بسیاری از بیماری‌ها مؤثر نبود و همچنین هزینه تکنولوژی‌های جدید برای امتحان یک ژن در برابر انجام تحلیل‌های گسترده ژنی تقریباً یکسان بود، دانشمندان شروع به جمع‌آوری مقادیر زیادی از اطلاعات ژنتیکی کردند. در همان زمان پیشرفت‌هایی که در تکنولوژی صورت گرفت، امکان انتشار و اشتراک گسترده اطلاعات را فراهم نمود، بنابراین بسیاری از دانشمندانی که در زمینه ژنتیک فعال بودند، دریافتند که دسترسی به داده‌های منتج از تحلیل‌های ژنی به هر دلیلی می‌تواند در عمل و در بسیاری از تحقیقات دیگر در حوزه ژنتیک بسیار مفید باشد. بنابراین بجای آنکه داده‌ها در یک آزمایشگاه باقی بمانند، دانشمندان شروع به جمع‌آوری حجم عظیمی از این داده‌ها در یک مکان خاص در جهت اشتراک و استفاده پژوهشگران نمودند.
نتیجه ای که سریعاً از انجام تحلیل‌ها در گستره ژنی و اشتراک داده‌ها بدست آمد، کشف بسیاری از چندریختی‌های تک-نوکلئوتیدی با موفقیت‌های اولیه ای بود که در اثر بهبود تحقیقات ناشی از بررسی ۱۰٫۰۰۰ عدد از تحلیل تک ژنی بدست آمد. این نتایج قبل از biobankهای ۵۰۰٫۰۰۰ تایی در سال ۲۰۰۷ و حتی بعد از تحقیقات گسترده ژنی، برای چندین سال معتبر و قابل استفاده بودند. مشکلی که در این زمینه همچنان باقی ماند (تحقیقات از مرحله بررسی‌های تک ژنی به حالت تحقیقات گسترده ژنی درآمد) با اینکه اجازه دسترسی به مجموعه داده‌های ژنوتیپ را فراهم نمود، اما هیچ سیستمی برای جمع‌آوری همزمان داده‌های مرتبط با فنوتیپ ایجاد نشد. در حالیکه داده‌های ژنوتیپ از یک سری نمونه‌های ژنتیکی مانند نمونه‌های خون بدست می‍آیند، داده‌های فنوتیپ به ناچار باید از تحلیل و آزمایش یک نمونه مرتبط با یک ارزیابی فیزیکی، مرور تاریخچه پزشکی یا یک سری از فرایندهای دیگری که می‌تواند بسیار هم مشکل باشد بدست آیند. حتی درصورتی که این داده‌ها در دسترس نیز بودند، دسته ای از نایقینی‌های اخلاقی در مورد حقوق بیماران وجود دارد که نمی‌توان به راحتی گفت، کدام فنوتیپ مشاهده شده در بیمار از چه راهی و به کدام ژنوتیپ آن مرتبط است. موسسات biobank شروع به جمع‌آوری و ذخیره داده‌های ژنوتیپ، تطبیف و مرتبط سازی آن با فنوتیپ‌های متناظر کرده و امکان دسترسی گسترده به آن‌ها توسط پژوهشگران را فراهم نمودند.
در سال ۲۰۰۸ میلادی پژوهشگران ایالات متحده موفق به ذخیره ۲۷۰ میلیون نمونه در biobankها شدند و نرخ ذخیره‌سازی داده‌های جدید در حدود ۲۰ میلیون نمونه به ازای هر سال تعیین شد. این اعداد بسیار بزرگ بوده و نشان دهنده تغییرات جهانی در زیرساختار پژوهش در طول سالیان مختلف است. در مجموع پژوهشگران پیشرفت‌های زیادی داشته‌اند و از مراکز تک پژوهشی بسمت زیرساختارهای مختلف و کیفی نسل جدید رفته‌اند. برخی از چالش‌های به وجود آمده با ظهور biobankها، به صورت اخلاقی، پژوهشی و اجتماعی است که می‌تواند شامل عدالت در جمع‌آوری کمک‌های مالی از جمعیت‌های آسیب‌پذیر، تأمین رضایت آگاهانه نمونه دهنده‌ها، منطق افشای داده‌ها به شرکت کنندگان، حق مالکیت اموال معنوی و حریم خصوصی و امنیت نمونه دهنده‌ها است. بعلت این مشکلات جدید به وجود آمده، پژوهشگران و سیاست گزاران نیازمند سیستم‌های جدیدی برای مدیریت پژوهش‌ها می‌باشند. بسیاری از پژوهشگران، جمع‌آوری داده‌های پزشکی (biobanking) را یک عامل کلیدی برای بهبود زیرساختارها در جهت کشف داروها و بهبود صنعت داروسازی معرفی کرده‌اند.

## انواع biobankها
واژه biobank به شیوه‌های مختلفی استفاده می‌شود. اما یک راه برای تعریف آن به این صورت است: " مجموعه ای سازمان‌یافته از مواد بیولوژیکی انسان و اطلاعات مربوطه ذخیره شده برای یک یا چندین هدف تحقیقاتی ". داده‌های جمع‌آوری شده از گیاهان، حیوانات، میکروب‌ها و سایر عوامل غیرانسانی نیز می‌تواند به عنوان biobank تعریف شود اما در برخی مطالعات این واژه تنها برای نمونه‌های انسانی به کار می‌رود.
معمولاً biobankها از محیط‌های بسیار سرد (cryogenic) برای ذخیره‌سازی نمونه‌ها استفاده می‌کننn. که این محیط‌ها می‌توانند از یک یخچال تا انباری گسترده از آن‌ها متغیر باشد. این نمونه‌ها توسط موسساتی مانند بیمارستان‌ها، دانشگاه‌ها، سازمان‌های غیرانتفاعی و کمپانی‌های دارویی نگهداری می‌شوند.
می‌توان biobankها را براساس طراحی آن‌ها یا اهدافی که دنبال می‌کنند، طبقه‌بندی کرد. Biobankهایی که در جهت رفع بیماری‌ها طراحی شده‌اند معمولاً بیمارستان‌های تابعه ای دارند که توسط آن‌ها داده‌ها و نمونه‌های مربوط به بیماران مختلف را جمع‌آوری می‌کنند و شاید به دنبال نشانگرهای بیولوژیکی مربوط به بیماری‌ها هستند. آن دسته از biobankهایی که مبتنی بر جمعیت هستند، نیازی به بیمارستان تابعه خاصی ندارند؛ زیرا که نمونه‌های خود را از تمامی افراد که ویژگی‌های مختلفی دارند، جمع‌آوری می‌کنند و شاید به دنبال نشانگرهای بیولوژیکی برای امکان ابتلا به بیماری‌ها به صورت عمومی در میان یک جمعیت هستند.
Biobankهای مجازی جوامع آماری اپیدمیولوژیک را در یک مجموعه مشترک جمع‌آوری می‌کنند. این biobankها مجاز به جمع‌آوری داده‌هایی هستند که مطابق مقررات ملی باشند.
بانک‌های حاوی بافت انسان بافت‌های انسانی را برای پیوند زدن یا انجام تحقیقات گسترده ذخیره می‌کنند. همان‌طور که biobankهای بیشتری سازمان می‌یابند انتظار می‌رود که بانک‌ها حاوی بافت نیز با آن‌ها ترکیب شوند.
Biobankهای جمعیتی، اطلاعات و مواد زیستی را در کنار خصوصیات و اطلاعاتی نظیر شیوه زندگی، داده‌های کلینیکی و محیطی ذخیره می‌کنند.

## نمونه‌های بیولوژیکی
مجموعه‌هایی که توسط biobankها گردآوری شده و در دسترس قرار می‌گیرند نمونه‌هایی هستند که طی مراحل نمونه برداری انتخاب شده‌اند. انواع نمونه‌ها شامل خون، ادرار، سلول‌های پوستی، بافت‌های ارگان‌ها، تصاویر پزشکی (شامل تصاویر ساختاری مانند sMRI یا تصاویر کارکردی مانند rfMRI و tfMRI، تصاویر DTI) و همچنین دیگر نمونه‌های گرفته شده از بدن می‌باشند. Biobankها این نمونه‌ها را در شرایط خوبی نگهداری می‌کنند تا زمانی که پژوهشگران برای انجام تست‌ها یا آنالیزهای خود به آن‌ها نیاز داشته باشند.

### ذخیره‌سازی
Biobankهایی شامل دیتابیس‌های DNA لازم است که با دقت زیادی داده‌ها را ذخیره کرده و امکان دسترسی به اسناد نمونه‌ها و اطلاعات نمونه دهنده را فراهم آورند. این نمونه‌ها باید بگونه ای نگهداری شوند که کمترین میزان تغییرات را در طول زمان داشته باشند همچنین باید در برابر تخریب‌های فیزیکی عمدی یا سهوی محافظت شوند. مراحل ثبت هر داده‌ای که وارد یا خارج سیستم می‌شود به‌طور مرکزی ذخیره می‌گردد. این عمل بر روی سیستمی مبتنی بر رایانه انجام می‌گیرد که قابلیت حمل و بسته‌بندی دارد. مکان فیزیکی هر نمونه برای دسترسی سریع به محل آن‌ها ذکر می‌شود. سیستم‌های آرشیو موجود از فاش شدن اطلاعات شخصی نمونه دهنده گان جلوگیری می‌کنند تا این اطلاعات برای پژوهشگران مخفی بماند.دیتابیس‌هایی که شامل داده‌های کلینیکی هستند، به‌طور جداگانه نگهداری می‌شوند و با روش‌های امنیتی ارتباط میان اطلاعات کلینیکی و نمونه‌های بافت را برقرار می‌کنند.ذخیره دمای اتاق نمونه‌ها نیز بعضاً استفاده می‌شود. این امر در جهت پاسخ به مضرات ذخیره‌سازی در دمای پایین مانند هزینه‌ها و امکان عدم موفقیت در فریز کردن داده‌ها صورت می‌پذیرد.سیستم‌های کنونی کوچک بوده و توانایی ذخیره نزدیک به ۴۰٫۰۰۰ نمونه را در محیطی حدود ۱۰/۱ فضای مورد نیاز برای فریزر ۸۰- درجه سانتیگراد (۱۱۲- درجه فارنهایت) را دارا می‌باشند. ذخیره‌سازی نمونه‌های تکثیر شده یا جدا شده برای ایجاد امنیت بیشتر، اغلب در مکان‌های جداگانه‌ای صورت می‌گیرد.

### مالکیت
یکی از چالش‌های دیتابیس‌های بزرگ نمونه‌های ژنتیکی بحث مالکیت نموه‌های جمع‌آوری شده‌است. از سال ۲۰۰۷ میلادی کشور ایسلند ۳ قانون مختلف برای مالکیت نمونه‌های فیزیکی و اطلاعات آنان دارد. قانون ایسلند بیان می‌کند که دولت این کشور متولی نمونه‌های فیزیکی بوده در حالیکه نمونه دهندگان نیز حق مالکیت خود را حفظ می‌کنند. در عوض کشورهایی مانند استونی و جمهوری تونگا مالکیت نمونه‌ها را به دولت می‌سپارد اما قوانینشان از حقوق نمونه دهنده گان نیز به شدت محافظت می‌کند.

## اخلاق در biobank
اتفاق مهمی که در زمینه biobanking وجود دارد، زمانی است که یک محقق بخواهد نمونه‌های انسانی را در تحقیق خود به کار برد. در این حالت نگرانی‌هایی که در ادامه آمده‌است به وجود خواهد آمد: حقوق شرکت کنندگان در پژوهش، مالکیت نمونه‌ها و داده‌های ناشی از آن، گستره ای که طی آن نمونه دهنده می‌تواند بازخورد نتایج تحقیق را به اشتراک بگذارد و این حق که نمونه دهنده قادر باشد تا برای شرکت در یک مطالعه رضایت دهد.
با فرض این که رضایت نمونه دهنده برای شرکت در یک مطالعه جلب شود، نگرانی اصلی این خواهد بود که biobankها معمولاً نمونه‌ها و داده‌ها را برای چندین کار تحقیقاتی در آینده نیز جمع‌آوری می‌کنند که در نتیجه امکان دریافت رضایت کامل برای هر تحقیقی امکان‌پذیر نمی‌باشد. گفته می‌شود که دریافت رضایت در مورد یک تحقیق یا دریافت رضایت کلی برای تحقیقات مختلف ممکن است ملزومات قانونی و اخلاقی را برآورده نکند.

## مدیریت
Biobankها به یک نظارت اخلاقی توسط بازدیدکننده بی‌طرف و همچنین فرایند مدیریتی‌ای نیاز دارند که به صورت عمومی باشد. برای انواع زیادی از تحقیقات، به‌طور ویژه تحقیقات پزشکی، این نظارت در سطح محلی توسط (Institutional Review Board (IRB صورت می‌گیرد. این مؤسسه استانداردهایی را مطابق با دولت کشورهای مختلف برای جمع‌آوری داده‌ها و نمونه‌ها تحمیل می‌کند. در انواع حوزه‌ها قوانین کشورهای مختلف برای مدیریت biobankها نیز اعمال می‌شود.
هیچ دستورالعمل بین‌المللی قبول شده‌ای برای مدیریت biobankها وجود ندارد. Biobankها معمولاً سعی می‌کنند توصیه‌های گسترده‌تری از دستورالعمل‌ها را که به صورت بین‌المللی نیز قبول شده باشد در زمینه پروژه‌های انسانی به کار برند. این دستور العمل‌ها درصورتی که به صورت بین‌المللی مورد قبول واقع شوند می‌توانند توسط biobankها تغییر یابند.

### سازمان‌های کلیدی
برخی از نمونه‌های این سازمان‌ها که در ایجاد دستورالعمل‌های نوشتاری در مورد biobankها فعال هستند در ادامه آمده‌است:
انجمن جهانی پزشکی (World Medical Association)
شورای سازمان‌های بین‌المللی علوم پزشکی (Council for International Organizations of Medical Sciences)
شورای اروپا (Council of Europe)
سازمان ژنوم انسانی(Human Genome Organisation)
سازمان بهداشت جهانی (WHO)
یونسکو(UNESCO)

### تاریخچه مدیریت biobankها
در سال ۱۹۹۸ پارلمان ایسلند قانون ایجاد دیتابیس در زمینه سلامت به نام Act on Health Sector Database را تصویب کرد که اجازه ایجاد biobank ملی در این کشور را مهیا ساخت. در سال ۱۹۹۹ کمیسیون ملی مشورت اخلاق پزشکی ایالات متحده (National Bioethics Advisory Commission) گزارشی را که حاوی توصیه‌هایی در مورد اداره نمونه‌های بیولوژیکی انسانی بود، منتشر کرد. در سال ۲۰۰۵ مؤسسه ملی سرطان ایالات متحده دفتری به نام دفتر تحقیقات نمونه‌های زیستی و منابع آن به نام (Office of Biorepositories and Biospecimen Research) تأسیس کرد که وظایفی از قبیل ساخت دیتابیس مشترک و فرایندهای عملیاتی استاندارد برای سازمان‌های شریک خود را دنبال می‌کرد. در سال ۲۰۰۶ شورای اروپا سیاستی را روی نمونه‌های بیولوژیکی انسانی پذیرفت که برای حل مشکلات در زمینه biobank حاوی نکات جدیدی بود.

### مسائل اقتصادی
پژوهشگران خواستار بررسی‌های بیشتری در مورد زوایای اقتصادی biobankها بوده‌اند، بخصوص آن دسته از biobankهایی که از امکانات دولتی برخوردار هستند. لازم است ذکر شود که biobankهای ملی اغلب توسط شرکای خصوصی/مردمی تأمین اعتبار می‌شوند و تسهیلات مالی توسط شوراهای تحقیقات ملی، سازمان‌های خیریه پزشکی، سرمایه گزاران صنعت دارو و سرمایه گزاران زمینه بیو تکنولوژی صورت می‌پذیرد. با این روش، biobankهای ملی نوعی رابطه اقتصادی میان ارگان‌های مخالف دولتی، مردم و نهادهای تجاری و تبلیغاتی ایجاد می‌کنند. انگیزه‌های تجاری قوی‌ای وجود دارد که بر روی جمع‌آوری سیستماتیک بافت‌های بدن تمرکز کرده‌است. این موضوع به راحتی در زمینه پژوهش‌های ژنومی نیز دیده می‌شود، جاییکه مطالعات صورت گرفته در گستره جمعیت، خود را بیشتر در زمینه تکنولوژی‌های تشخیصی نسبت به مطالعات اتیولوژیک معطوف می‌کند. بنابراین منجر به تأکید روی ریسک فاکتورها و آزمایش‌ها و اندازه‌گیری‌های پیشگیرانه می‌شود. با در نظر گرفتن پتانسیل این کار برای بدست آوردن سودهای قابل توجه، محققانی مانند Mitchell و Waldby بر سر این مبحث بحث می‌کنند که چون biobankها تعداد زیادی از جمعیت ملی را به عنوان نمونه دهنده مشارکت می‌دهند، در واقع این افراد اجازه می‌دهند تا از بدن آن‌ها و تاریخچه پزشکی آن‌ها منابعی با پتانسیل‌های تجاری ایجاد شود. بنابراین مشارکت آن‌ها باید به عنوان یک «عملکرد کلینیکی» دیده شده و در نتیجه نمونه دهندگان نیز باید از منافع اقتصادی بهره‌مند گردند.

### مواردی با مشکلات قانونی
Biobankها بالذاته نمونه‌هایی را از بدن انسان ذخیره می‌کنند. مواردی وجود داشته‌است که بر سر مالکیت نمونه‌های ذخیره شده اختلاف نظر برقرار بوده که برای حل این مسئله موضوع به دادگاه واگذار شده‌است. نمونه‌هایی از این موارد به شرح زیر است:
Moore v. Regents of the University of California
Greenberg v. Miami Children’s Hospital Research Institute

## مطالعات بیشتر
- Kaye, Jane; Stranger, Mark (2009). Principles and Practice in Biobank Governance. Ashgate Publishing, Ltd. ISBN 0-7546-7825-3..
- Solbakk, Jan Helge (2009). The Ethics of Research Biobanking. Springer. ISBN 0-387-93871-0..
- Biobanks in Europe: Prospects for harmonisation and networking, doi:10.2791/41701, ISBN 978-92-79-15783-7, ISSN 1018-5593
- Biobanking for Medicine: Technology and Market 2012-2022, Visiongain, Dec 13, 2011, archived from the original on 20 March 2016, retrieved 29 May 2018
- Chinese biobank: Share information and resources, China National GeneBank (Shenzhen), Jan 31, 2011